# Nuestro (telefonía celular)
Nuestro es el nombre comercial del servicio de telefonía móvil prestado por La Federación de Cooperativas del Servicio Telefónico de la Zona Sur Limitada (FECOSUR), que opera bajo este nombre como operador móvil virtual en la República Argentina. Fue el único operador móvil virtual en la República Argentina hasta la puesta en marcha de Quam en noviembre de 2013.
El servicio se lanzó en agosto de 2010 utilizando la red de Telecom Personal, siendo Villa Gesell la primera ciudad donde se comercializó.
El servicio quedó discontinuado y no se supo nada más de él. Su página quedó en "Pagina en construcción" desde hace más de un año.[¿cuándo?]